# Каркасный дом
Каркасный дом — быстровозводимая конструкция, в которой все несущие элементы связаны между собой. В России каркасное строительство регламентируется документом СП-31-105.2002, который на данный момент[когда?] остается лишь рекомендательным документом. СП-31-105.2002 был создан на основе североамериканских строительных кодов.
Каркасные дома в Европе и Скандинавии строили еще с XI века в виде фахверков. Технология в том виде, которой мы ее знаем сейчас, появилась в начале XIX века в США.
По этой технологии строились и продолжают возводиться не только частные дома, но и трёх-, и четырёхэтажные большие многофункциональные здания.

## Технология
Достоинства каркасной технологии:
- быстрое возведение здания;
- относительно невысокая стоимость возведения;
- каркас может быть выполнен из разных материалов: дерево, металлопрокат, ЛСТК (легкие стальные тонкостенные конструкции), железобетон;
- низкие затраты по эксплуатации дома;
- ремонтопригодность;
- возможность обеспечить высокую энергоэффективность дома;
- готовность к эксплуатации сразу после окончания строительства. Не требуется время на усадку.
- длительный срок службы дома, более 100 лет.

Недостатки деревянных каркасных домов:
- плохая звукоизоляция деревянных каркасных стен и перекрытий;
- скорость возведения меньше, чем у других деревянных домов;
- низкая прочность по сравнению с любыми другими деревянными домами;
- технологическая сложность формирования стеновых и кровельных «пирогов» стен;
- гарантийный срок службы дома очень зависит от качества сборки и материалов;
- возможно теряет потребительские свойства при подтоплении, зависит от фундамента;
- относится к классу деревянных домов, поэтому требует соблюдения бо́льших отрезков до построек соседей.

## Особенности каркасного домостроения в России и Финляндии
При строительстве каркасных домов в России и в Финляндии применяется значительно больше натуральной древесины, чем в Европе. В этих странах дерево используется не только в несущих конструкциях, но и в обшивках. Столярные изделия — окна и двери — при строительстве каркасного дома чаще всего изготовлены из натурального дерева, и даже утеплитель — на основе целлюлозы. В XXI веке в России и Северной Америке первенство среди утеплителей заняли базальтовые и минеральные ваты.